# Stacja wodociągów Las Gdański w Bydgoszczy
Stacja wodociągów Las Gdański w Bydgoszczy – ujęcie wód podziemnych istniejące od 1900 r. w Bydgoszczy, w węższym znaczeniu kompleks zabytkowych obiektów komunalnych, położonych na południowym skraju Lasu Gdańskiego.

## Położenie
Zespół obiektów znajduje się w Lesie Gdańskim po wschodniej stronie ul. Gdańskiej w Bydgoszczy.

## Historia
Pod koniec XIX wieku władze Bydgoszczy czyniły starania związane z wybudowaniem i uruchomieniem wodociągów miejskich i ze skanalizowaniem miasta. W tym celu zaplanowano pobieranie wód podziemnych z poziomu czwartorzędowego. Pierwsze projekty autorstwa inżyniera Teodora Wulfa, budynków wchodzących w skład kompleksu wodociągów zatwierdzone zostały w 1890 r. Duże koszty tej inwestycji, które miały być pokryte z rządowego kredytu, spowodowały kilkuletnie opóźnienie. Dopiero w 1899 r. przedłożone i zatwierdzone zostały kolejne projekty odnoszące się do kompleksu budynków, wykonane przez Franza Marschalla. Tego samego roku rozpoczęto prace budowlane. Jako pierwsze powstały budynki pompowni, studni zbiorczej i gazometrów. Inwestycję zakończono w 1900 r. Efektem było wzniesienie budynku przepompowni i budynku administracyjnego oraz obiektów gospodarczych. Od 1937 r., po wzniesieniu nowej stacji pomp, dotychczasowy budynek nie pełnił już swych funkcji. Do 2000 r. był częściowo wykorzystywany jako stacja uzdatniania wody (filtrów ciśnieniowych i hala odżelaziaczy), a następnie wyłączony z użytkowania.
W latach 2002–2010 obiekty odrestaurowano, korzystając z funduszy unijnych. Odtąd obiekty pełnią funkcje reprezentacyjne i kulturalne (koncerty muzyczne), zaś w 2012 r. urządzono tu pierwsze w Polsce Muzeum Wodociągów. Hala Pomp jest przystankiem ścieżki edukacji ekologicznej bydgoskich wodociągów. Jej drugim elementem jest Wieża Ciśnień na osiedlu Szwederowo.
W 2020 zakończono rewitalizację i adaptację do celów ekspozycyjnych znajdującego się na terenie stacji budynku mieszkalnego. Prace budowlane o wartości ponad 3 mln zł objęły wymianę części stolarki okiennej, docieplenie ścian od wewnątrz, wykonanie izolacji fundamentów oraz prac instalacyjnych, odnowienie ceglanej elewacji, instalację podnośnika dla niepełnosprawnych oraz budowę schodów przy wejściach do budynków. W środku urządzone zostały sale ekspozycyjne; planowane jest stworzenie wystawy prezentującej m.in. historię wodociągów, floty rzecznej, a także sylwetki osób najbardziej zasłużonych dla rozwoju infrastruktury wodociągowej w Bydgoszczy. 
Od wielu lat w tym miejscu odbywa się Festiwal Muzyki Kameralnej „Muzyka u Źródeł”. Podczas zwiedzania zobaczyć można zabytkowe hydranty, zdroje uliczne, pompy, a także replikę średniowiecznego rurmusa – urządzenia, które służyło w XVI wieku do dostarczania bydgoszczanom wody czerpanej z rzeki Brdy. Popularnością wśród zwiedzających cieszy się także 15-metrowy model piętrowego kanału wodno-ściekowego z końca XIX wieku, stanowiący odwzorowanie analogicznych budowli znajdujących się pod ziemią.

## Architektura
Zespół budynków stacji wodociągów miejskich składa się z przepompowni, domu mieszkalnego i studni zbiorczej. Styl zabudowy jest eklektyczny, z przewagą cech neogotyckich. Budynki posiadają ceglane elewacje, urozmaicone tynkowanymi płycinami i zdobione ceglanymi nyżami.
Najciekawsza architektonicznie jest dawna przepompownia z ostrołukowo zamkniętymi oknami, w które od wschodu i zachodu wstawiono witraże o motywach roślinno-zwierzęcych. Elementem dekoracyjnym są drewniane, ażurowe dekoracje snycerskie umieszczone w trzech trójkątnych szczytach. We wnętrzu znajduje się ozdobny drewniany strop kasetonowy wsparty na rzędzie stalowych profilowanych słupów z rozbudowanymi głowicami oraz witraże z motywami czapli i łabędzia. Z powodu zmiany funkcji tego obiektu na konferencyjno-ekspozycyjną w 2002 r. zdemontowano pierwotne wyposażenie, zachowując jedynie małą suwnicę wykonaną w Mannheim w 1933 r.
Budynek studni zbiorczej jest parterowy, zwieńczony latarnią i ośmioboczną iglicą. W jego sąsiedztwie znajduje się piętrowy budynek administracyjny o skromniejszych cechach neogotyckich, zwieńczony kolistą wieżą w narożniku północnym..

## Ujęcie wody Las Gdański
Ujęcie wody „Las Gdański” uruchomiono w 1900 r. dla 40-tysięcznej wtedy Bydgoszczy. Do 1962 r., kiedy wybudowano ujęcie wody z Brdy na Czyżkówku było podstawą zaopatrzenia miasta w wodę pitną. Do 1920 r. odwiercono 34 studnie czerpiące wodę z poziomu czwartorzędowego. Maksymalny pobór wody sięgał 6 tys. m³/dobę. W latach 30. ujęcie rozbudowano. W 1940 roku włączono do eksploatacji kolejnych 20 studni. Pierwsze studnie głębinowe oddano do użytku w 1966 roku. Sięgały one trzeciorzędu oraz poziomu kredowego (głębokość 200 m). Dolnokredową warstwę wodonośną eksploatowano intensywnie od 1975 r. Ujęcie zmodernizowano w latach 90. XX w. i w latach 2000–2009 w ramach realizacji Bydgoskiego Programu Rozwoju Usług Wodociągowych i Kanalizacyjnych. W 2008 r. ujęcie korzystało z 13 studni głębinowych, czerpiących wodę z poziomu kredowego (głęb. do 360 m) oraz 6 studni z poziomu czwartorzędowego (głęb. do 80 m). Ujęcie posiada zasoby 1825 m³/h, zaś pobór wody wynosi średnio 24 tys. m³/dobę, co zaspokaja 50% zapotrzebowania mieszkańców na wodę pitną. Woda czerpana ze studni kredowych stanowi około 80% zasobów ujęcia.
Przy stacji wodociągowej „Las Gdański” od 2000 znajdują się publiczne punkty czerpalne. W jednym jest woda uzdatniona, a w drugim woda surowa pompowana bezpośrednio ze studni kredowej. Cieszą się dużą popularnością wśród mieszkańców. W 2020 w związku z pandemią COVID-19 punkt czerpania wody został wyłączony z użytkowania.

## Galeria

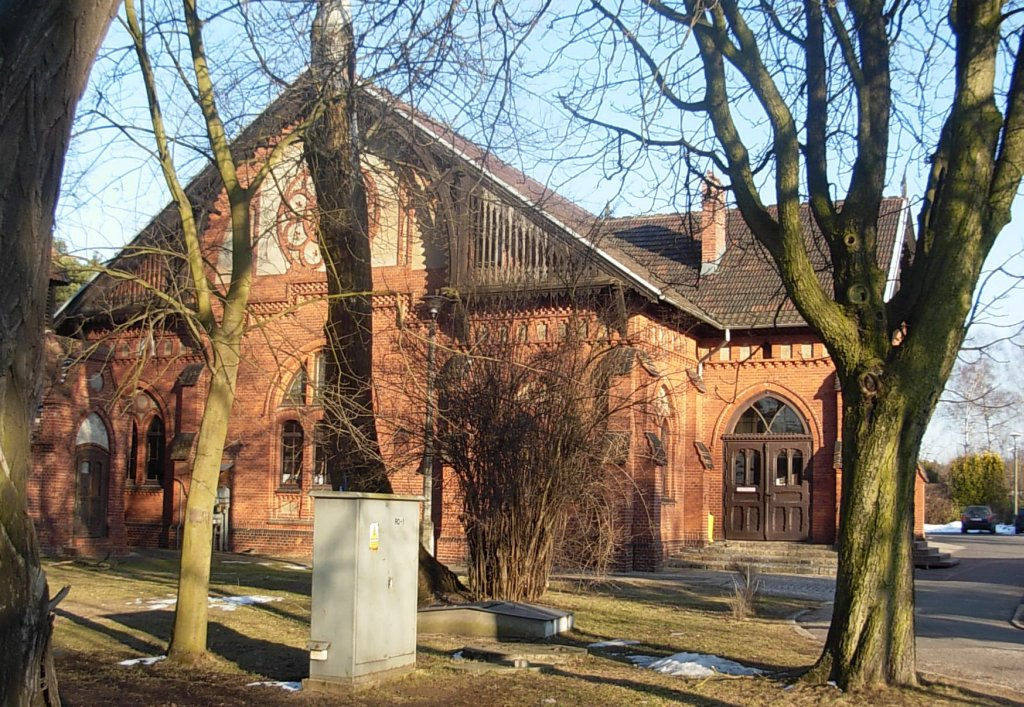
Przepompownia
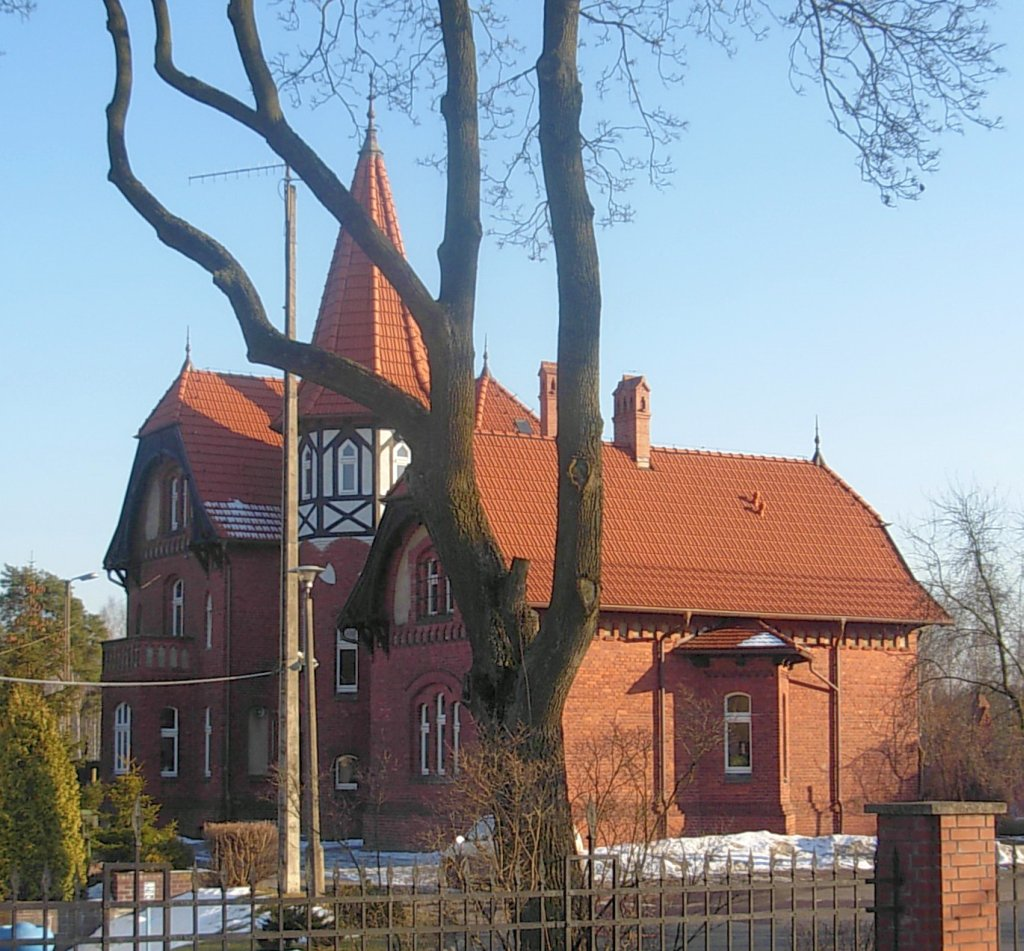
Budynek administracyjny
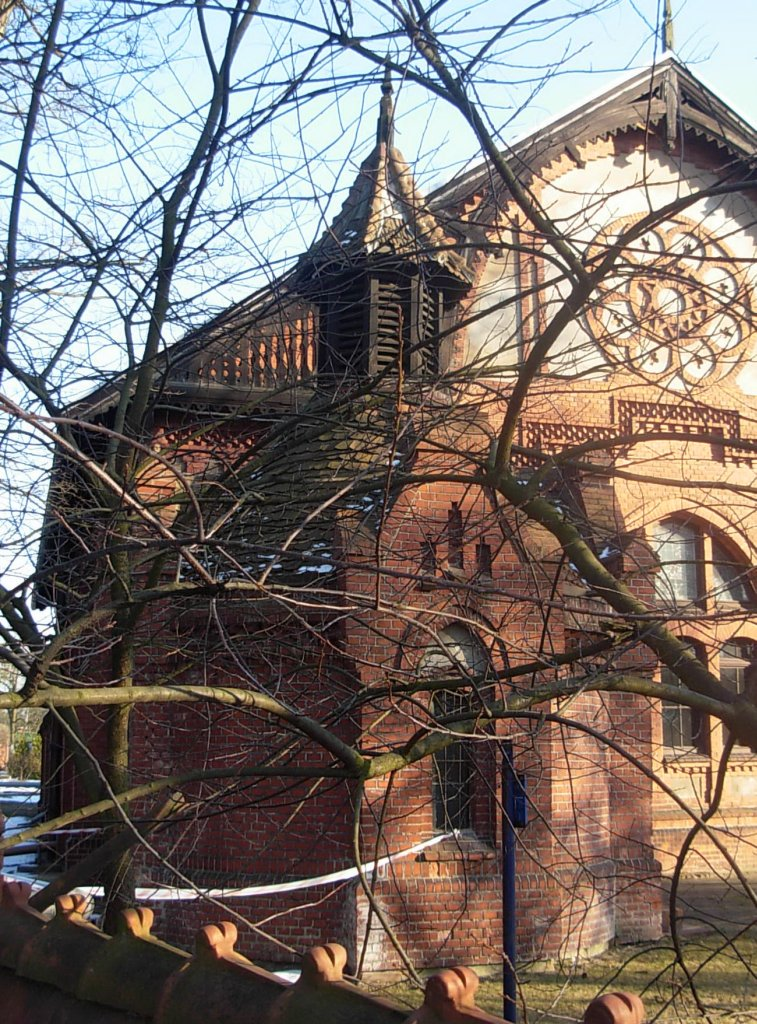
Studnia zbiorcza
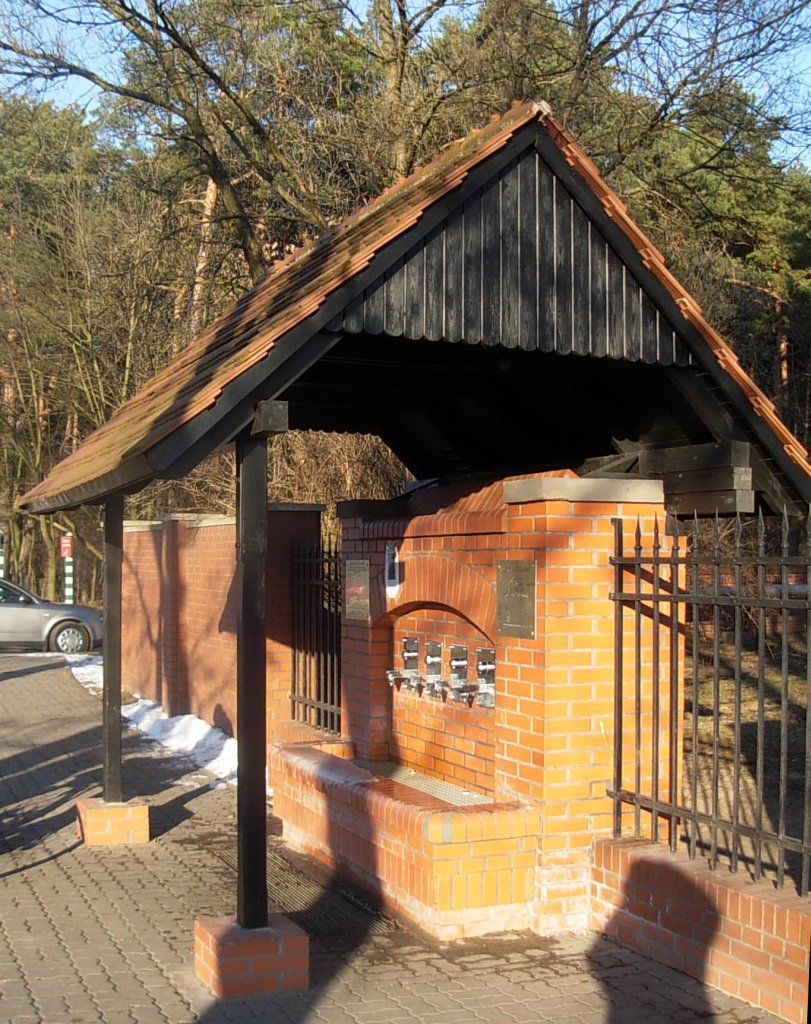
Punkt pobierania wody głębinowej